# Akranesvöllur
Akranesvöllur is een sportstadion in de IJslandse stad Akranes. 
Het wordt meestal gebruikt voor de voetbalwedstrijden van ÍA Akranes. Het stadion heeft een totale capaciteit van 4.850 plaatsen, waarvan 1.024 zitplaatsen. Akranesvöllur werd gebouwd in 1935.